# Mariano Royo Urieta
Mariano Royo Urieta (Sallent de Gállego, 17 de abril de 1825 - Bocal de Fontellas, 6 de octubre de 1900) fue un ingeniero de caminos, canales y puertos español que trabajó principalmente en Aragón.

## Biografía
Era hijo de Pedro y Pascuala, vecinos de Sallent de Gállego. Se casó con Pilar Villanova Perena y de entre sus tres hijos cabe destacar Luis Royo y Villanova, Antonio,  y Ricardo Royo Villanova.

## Carrera profesional
Construyó el puente colgante de Lascellas sobre el río Alcanadre y El Escalar (la subida al balneario de Panticosa).
Impulsó y finalmente se creó el 10 de mayo de 1873 la Junta del Canal Imperial de Aragón y bajo su dirección se construyó el pantano de Mezalocha y se dirigió el abastecimiento de agua de Cariñena y Zaragoza, situando los depósitos en el barrio de Casablanca.
También participó en la fundación de la Caja de Ahorros y Monte de Piedad de Zaragoza, Aragón y Rioja, que posteriormente se transformó en iberCaja,
En octubre de 1882 fue comisario del Congreso Filoxérico celebrado en Zaragoza.
Impulsó la Exposición Agrícola, Industrial y Artística en Zaragoza en 1868 y fue vicepresidente de la Sociedad Aragonesa del Ferrocarril de Canfranc y vicedirector de la Real Sociedad Económica Aragonesa de Amigos del País en 1872.
Fundó la Azucarera Ibérica y fue diputado por Caspe en 1863.
Publicó Cartas sobre riegos (Zaragoza, 1873).
Condecorado con la gran cruz de la Real Orden de Isabel la Católica.